# هوانغهاي (مقاطعة)

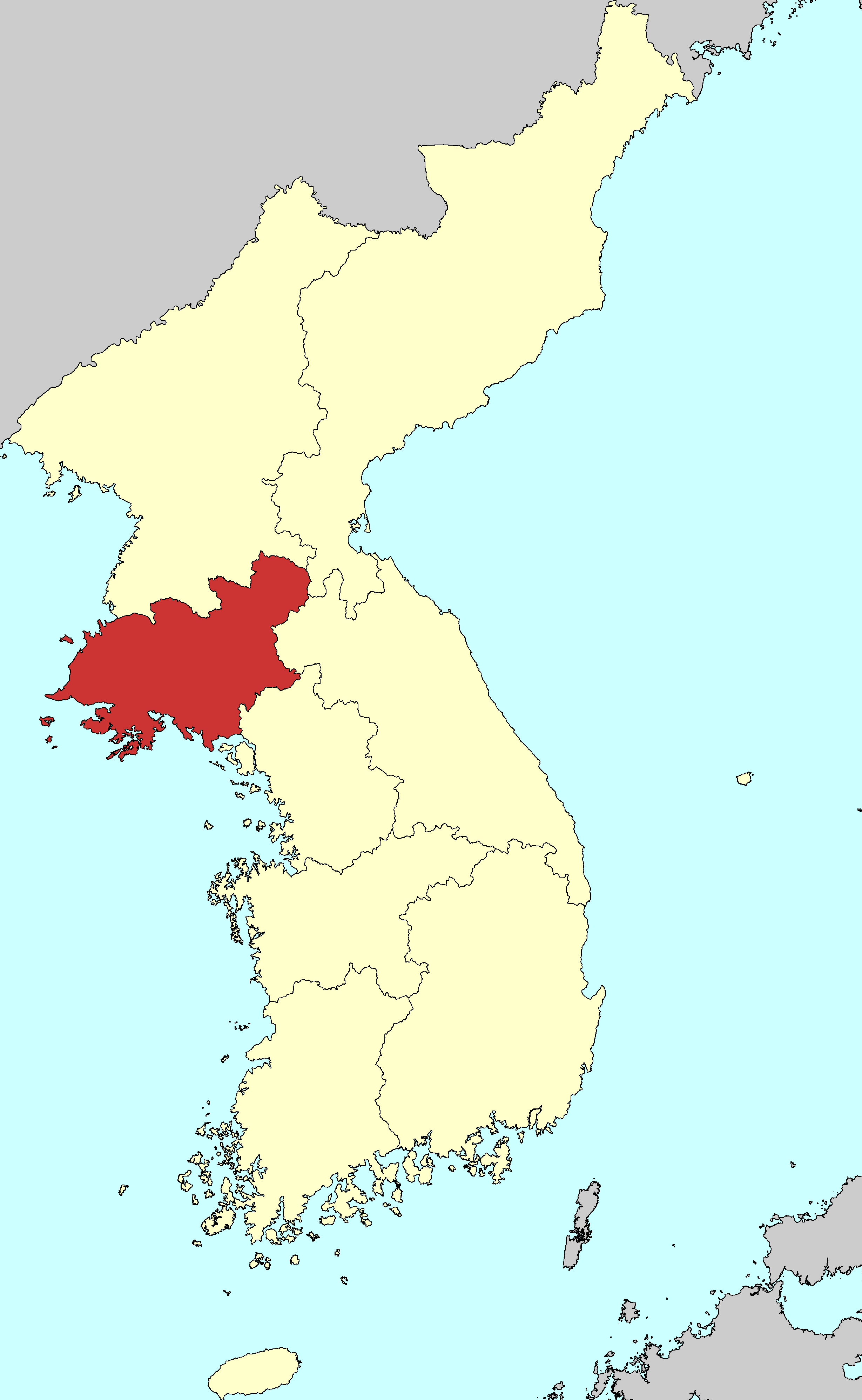
هوانغهاي (مقاطعة)

مقاطعة هوانغهاي (بالهانغل: 황해도، وبالهانجا: 黃海道) هي إحدى مقاطعات جوسون الثمانية والتي شكلت التقسيم الإداري في عهد مملكة جوسون من 1395 وحتى 1895. عاصمة المقاطعة هي مدينة هايجو.